# الغاوي (مسلسل)
الغاوي هو مسلسل درامي عُرض في رمضان 2025، وتدور قصته حول شخصية تدعى شمس بعد فقدان زوجته بصورة مأساوية وتعرضه لظلم شديد، يقرر أحد أخطر البلطجية تغيير نمط حياته الإجرامي، فيبدأ في مواجهة العديد من التحديات والصعوبات في سبيل تحقيق ذلك، وتجعله يتحول إلى بطل شعبي في نظر أهله وأبناء منطقته الشعبية.

## طاقم التمثيل
| - أحمد مكي: شمس - عائشة بن أحمد: فاطمة - عمرو عبد الجليل: الخواجة - محمد لطفي: راجح - أحمد كمال: رضوان - ولاء الشريف: حنان - تامر شلتوت: زهيري - كرم جابر: علي - أبيوسف: كعبلة - هاجر عفيفي:أخت فؤاد - وليد عبد الغني: تلات - أحمد علي: أفغاني | - محمد فاروق شيبا: زيزو - سليم يوسف: الطفل - أحمد السلكاوي:سائق التاكسي - ياسر عزت: حمزة الخاطف - آية عبد الرازق - وردشان مجدي - كريم عبد الخالق - مروة عيد: علا الخاطفة - نهال عنبر: ميرفت - مها عثمان - أحمد بدير: عوف أبو نوح |

| ضيوف الشرف - أحمد بحر / كزبرة: فوؤش - حاتم صلاح: حاتم صلاح - محمود البزاوي: شفيق الدرندلي - محمود عبد المغني: مسعد عبد الرحيم - عباس أبو الحسن: صبحي غنيم - طارق سليمان: مدير المستشفى - محمد مرزبان: أبو الخير - كريم الباسطي: وكيل نيابه - إيمان يوسف: وفاء |

بالإشتراك مع
- عبير فاروق - طارق كامل: أبو فاطمة - حمدي عباس - أحمد السعودي - أميرة فريد - عمرو بهي - محمود حجاج شيكا - مازن الكريم - طارق سليمان - رامي عبد المقصود - سمير حكيم:مندور - عبد الحميد السيد - محمد فريد - مايكل تادروس - أحمد العجوز - محمد حافظ - محمد متولي - مدحت الخطيب:حماصة - يارا المليجي - محمد الرفاعي - أحمد المليجي - أحمد شومان - الحسين الشمندي
- إبراهيم حلمي - إبراهيم حسن - حليم الجندي - أحمد خليل - محمد الإمام - محمد هاني - وليد الزرقاني - زكي لوجو:عامل البريد - هشام محمد - حسام التوني - مصطفى مهران - حسن الجيار - إيهاب الرفاعي - عمرو المغربي - مؤمن زوكة - هاني كامل - حسام الفحام - كريم تاج - سليم دسوقي - سلوى عزب - محمد عبد الوهاب - حسام أبو السعود - محمد فاروق - أية عبد الحميد - عادل شعبان - مهاب صلاح - فتحي الجارحي - هند حسام الدين - منة المصري - شرين الديب - مريم سعيد صالح - يسري إبراهيم - كريم الدسوقي - انس جمال حسن - أشرف عبد الفضيل - محمود بيومي - حسن فؤاد - عبده العجمي - صبري الهواري- حسني حمادة - محمد العشماوي - سارة عبد الرحمن - محمود السنطي - محمد عمر - أحمد عباس - محمد تاج - أشرف ربيعة - محمد دياب - نورا مهدي - علاء الشيخ - مصطفى الدمرداش - محمد البكري - عاجل البهدلي - خالد رأفت - أحمد نعيم - شادي هجرس - هاني إبراهيم - اسلام صلاح - عزة السيد - رجب حامد - هاشم عثمان - أمير زويل - أحمد لطفي - هاني سعد - أحمد سيد السقا - محمد متولي خضر - سكر شريف - أشرف فؤاد - محمد الدمراوي - عماد صابر - إيهاب بكير - حازم فؤاد - علاء الموازيني - إبراهيم سعيد - مايكل صابر - حسن نوح - شريف رواش - غانم المصري - كريم حسنين - أحمد وجدي - أنس مبارك - محمد عبد الخالق- حمزة علم الدين:شمس طفلا

## وصلات خارجية
- الغاوي على موقع IMDb (الإنجليزية)
- الغاوي على موقع قاعدة بيانات الأفلام العربية
- الغاوي على موقع قاعدة بيانات الفيلم (الإنجليزية)